# John Rutherford (politico)
John Rutherford (Omaha, 2 settembre 1952) è un politico statunitense, membro della Camera dei Rappresentanti per lo stato della Florida dal 2017.

## Biografia
Nato a Omaha in Nebraska, Rutherford vive a Jacksonville, in Florida dall'età di 6 anni.
Dal 1974 lavora come poliziotto e raggiunge il grado di Capitano. Comanda inoltre diverse divisioni. Nel 2003 vince le elezioni come sceriffo di Jacksonville, carica che mantiene fino al 2015. Tra i suoi provvedimenti da sceriffo si annovera l'avvio di un programma teso ad aiutare i tossicodipendenti ad essere ricoverati in cliniche piuttosto che finire in prigione.
Il 15 aprile 2016 Rutherford annuncia la sua candidatura per il seggio della Camera dei Rappresentanti del quarto distretto della Florida. ll 30 agosto vince le primarie repubblicane con il 38,7% dei voti e l'8 novembre nelle elezioni generali batte il democratico David Bruderly aggiudicandosi il seggio.
L'11 gennaio 2017, poco dopo il suo insediamento, ha un malore in Campidoglio e viene trasportato in ospedale.